# Wladimirkathedrale (Kiew)
Koordinaten: 50° 26′ 41,8″ N, 30° 30′ 31,8″ O

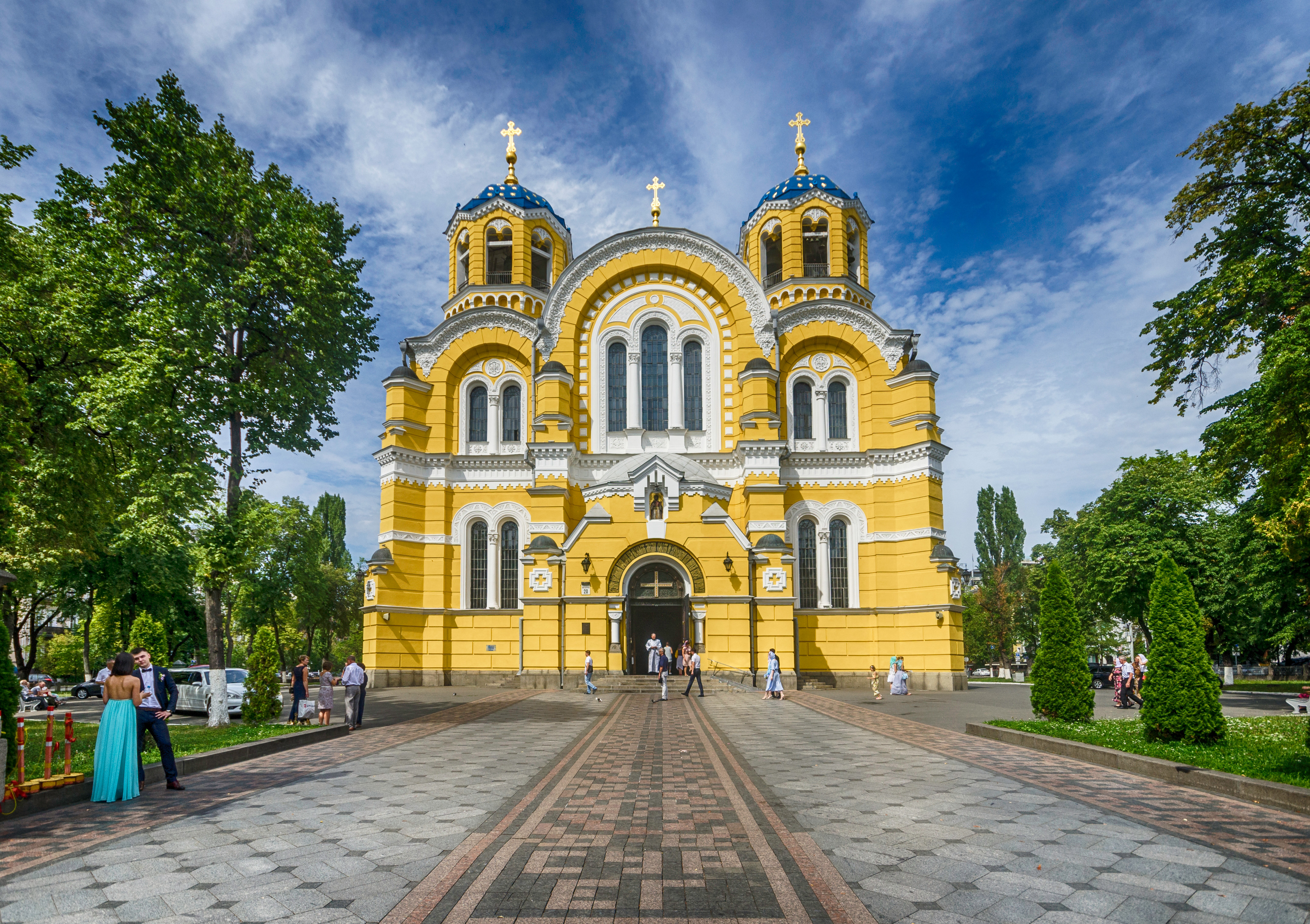
Die Wladimirkathedrale in Kiew

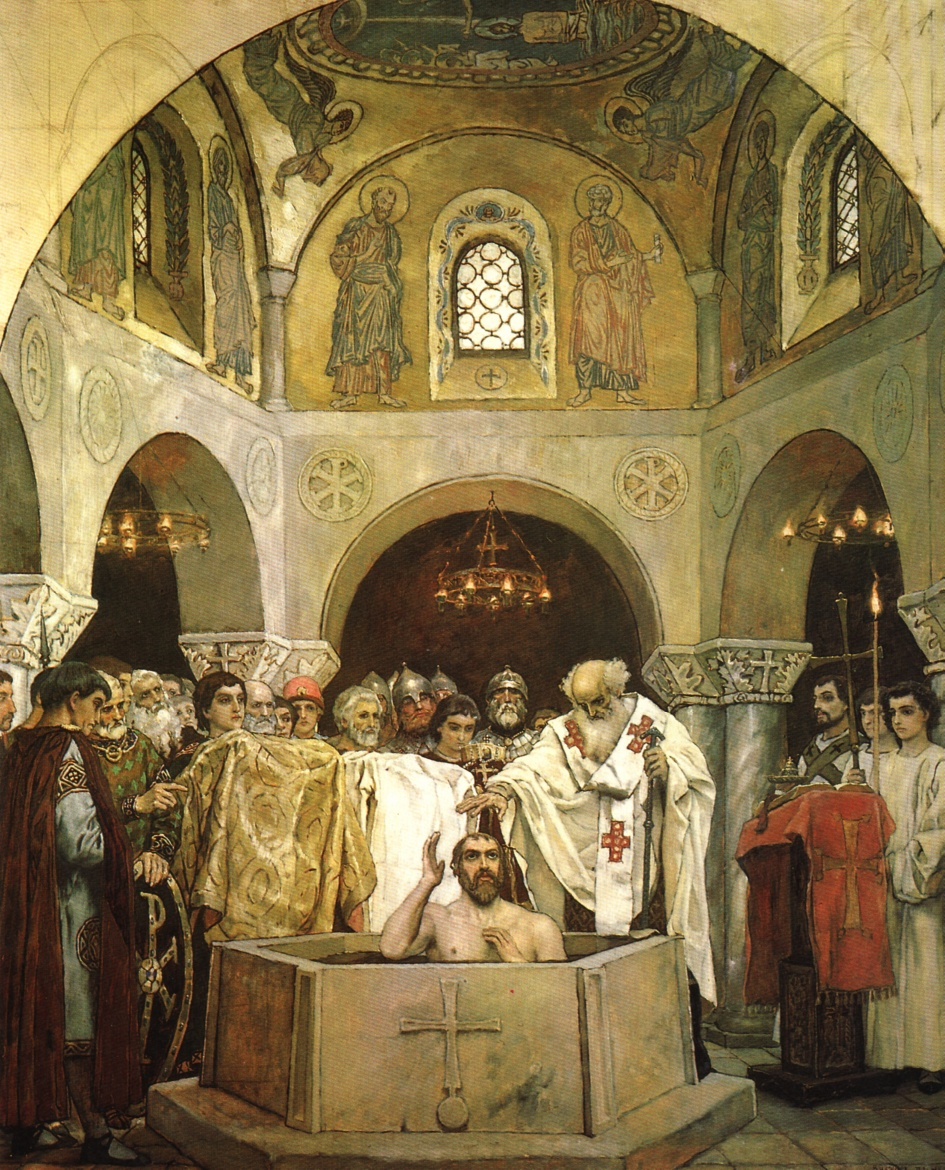
Fresko in der Kathedrale: „Die Taufe Wladimir des Heiligen“ von Wiktor Wasnezow

Die Wladimirkathedrale (ukrainisch Володимирський собор Wolodymyrskyj sobor) liegt am Taras-Schewtschenko-Boulevard im Zentrum der ukrainischen Hauptstadt Kiew.
Sie ist eine bedeutende Kathedrale der ukrainisch-orthodoxen Kirche und wurde zwischen 1859 und 1882 errichtet. Das Innere der Kathedrale neobyzantinischen Stils wurde noch bis 1886 vervollständigt. Einige Gemälde wurden noch später fertiggestellt, sodass die Weihe der Kirche 1896 stattfand und sie am 1. September (Gregorianischer Kalender) des Jahres eröffnet wurde. An dem Gebäude waren mehrere Architekten und Künstler beteiligt.

## Geschichte
Bereits 1852 regte Metropolit Philaret den Bau einer Kathedrale an, um das 900-jährige Jubiläum der Einführung des Christentums in der Kiewer Rus (Vorgänger der Staaten Russland, Ukraine und Weißrussland) durch Wladimir den Heiligen zu feiern. Der spendenfinanzierte Bau begann 1859; das Gebäude selbst war 1882 fertiggestellt, der reich verzierte Innenraum wurde erst 1886 fertiggestellt. Im Polnisch-Sowjetischen Krieg wurde die Kathedrale beschädigt und wurde daraufhin als Atheismus-Museum genutzt, das auch das Thema Religion behandelte. Später wurde es zu einem Archiv. Seit 1944 und nach dem Zweiten Weltkrieg wurde sie wieder als Sakralbau genutzt. Bis zum Ende der Sowjetunion wurden die Priester in der Ausübung ihrer Tätigkeit jedoch eingeschränkt.

## Aussehen

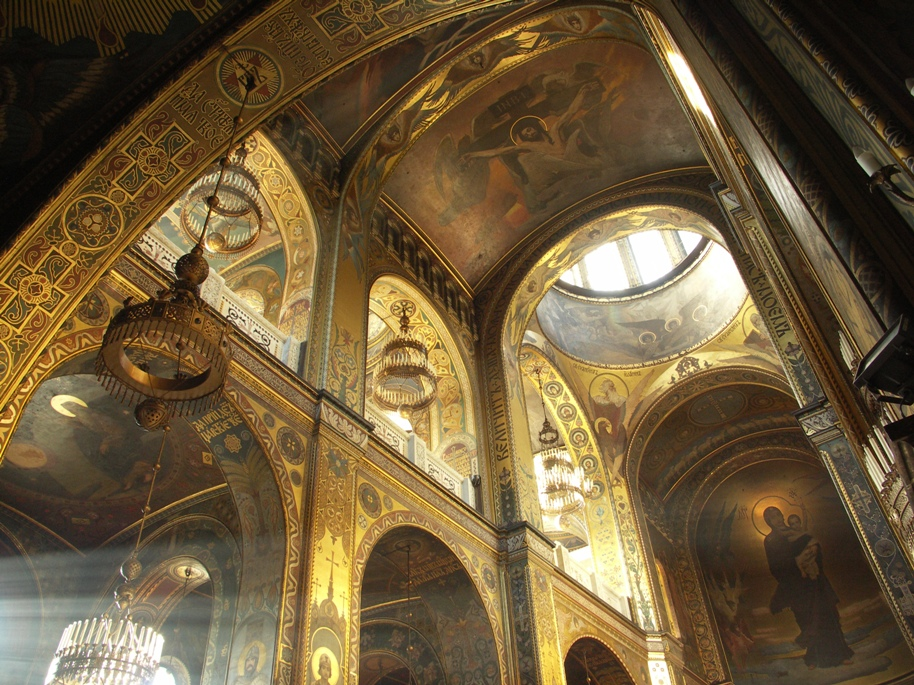
Innenansicht der Wladimirkathedrale

Die 49 Meter hohe Kathedrale hat sieben vergoldete Kuppeln sowie im Inneren drei Apsiden und sechs Pfeiler. Sie ist mit Mosaiken und Fresken reich verziert. Die Malereien im Inneren stammen von berühmten Malern wie Michail Wassiljewitsch Nesterow, Wiktor Michailowitsch Wasnezow, Michail Alexandrowitsch Wrubel, Wilhelm Kotarbiński und Pawel Alexandrowitsch Swedomski.
In der Wladimirkathedrale befinden sich Reliquien der heiligen Barbara, die nach der Zerstörung der Hauptkirche des St. Michaelsklosters in den 1930er-Jahren hierher ausgelagert wurden.